# Public Be Damned
Public Be Damned er en amerikansk stumfilm fra 1917 af Stanner E.V. Taylor.

## Medvirkende
- Mary Fuller som Marion Fernley
- Charles Richman som John Black
- Chester Barnett som Robert Merritt
- Joseph W. Smiley som Bill Garvin
- Russell Bassett som David Higgins